# Elección del liderazgo del Partido Conservador (Reino Unido) de julio-septiembre de 2022
Las elecciones de liderazgo del Partido Conservador de 2022 se llevó a cabo desde el 13 de julio al 2 de septiembre de 2022 para elegir al sucesor de Boris Johnson como líder del Partido Conservador.
En julio de 2022, el mayor número de ministros del gobierno dimitió en la historia británica y muchos parlamentarios que antes lo apoyaban pidieron la dimisión de Johnson a raíz del escándalo de Chris Pincher, que culminó en una crisis del gobierno. Como resultado, el 7 de julio de 2022, Johnson anunció que dimitiria como líder del partido, pero dijo que permanecería como líder del partido y como primer ministro hasta que se eligiera un sucesor.

## Procedimiento
El proceso actual para elegir un nuevo líder se divide en tres etapas. En el primero, se desencadena una contienda por el liderazgo. Como Johnson renunció, la constitución del partido dice que no es elegible para postularse en la contienda subsiguiente.
En el segundo, el Comité de 1922 debe presentar una selección de candidatos para ser líder. Los detalles exactos del funcionamiento de esta etapa los determina el Comité de 1922, previa consulta con la Junta del Partido Conservador. Esta etapa no aplica si se postula un solo candidato, en cuyo caso se declara líder a esa persona. En 2019, los parlamentarios conservadores llevaron a cabo una serie de votaciones hasta que solo quedaron dos candidatos, con los contendientes excluidos por recibir la menor cantidad de votos en cada ronda, no cumplir con una cuota de votos en cada ronda o abandonar.
Finalmente, en la tercera etapa, cuando solo quedan dos candidatos, los miembros del Partido Conservador votan entre ellos sobre la base de "un miembro, un voto". El candidato que logra más del 50% de los votos gana la contienda.

## Campaña
El 6 de julio de 2022, dimitieron más ministros que en cualquier otro día de la historia moderna tras las críticas a la forma en que el primer ministro Boris Johnson manejó el escándalo de Chris Pincher. Esto resultó en la declaración de renuncia de Boris Johnson el 7 de julio.
Según los informes, varios otros candidatos estaban comenzando campañas a partir de la noche del 7 de julio.
La exministra de Asuntos Exteriores, Liz Truss, es una campeona del libre comercio y entra en la campaña queriendo encarnar la esencia del conservadurismo británico. Sus creencias son de derecha, incluso libertarias. Es una "halcón" en política exterior, que no duda en adoptar posiciones muy firmes contra Rusia y China, y considera que el Reino Unido debe cimentar su alianza con Estados Unidos y Australia antes que con otros países europeos. Enfrentada a Rishi Sunak, insiste en su "audaz" programa, con enormes recortes fiscales "desde el primer día". Rishi Sunak aboga por una deuda pública baja6. La situación del sistema nacional de salud y el Brexit son casi olvidados por ambos opositores. Es la favorita de los activistas conservadores, según una encuesta de YouGov: el 62% prefiere a Liz Truss, frente al 38% de Sunak.
Al igual que Liz Truss, el ex secretario de Sanidad Sajid Javid y el diputado Jeremy Hunt, eliminados en la primera ronda, querían reducir la huella del Estado, como hicieron antes Margaret Thatcher y David Cameron. Sajid Javid quería reducir el impuesto sobre la renta, el impuesto sobre los carburantes y el impuesto de sociedades del 19% al 15%, a pesar de las advertencias de los economistas sobre las probables consecuencias negativas de estas medidas. Estas propuestas tenían como objetivo lanzar la competencia fiscal con la Europa continental.

## Candidatos

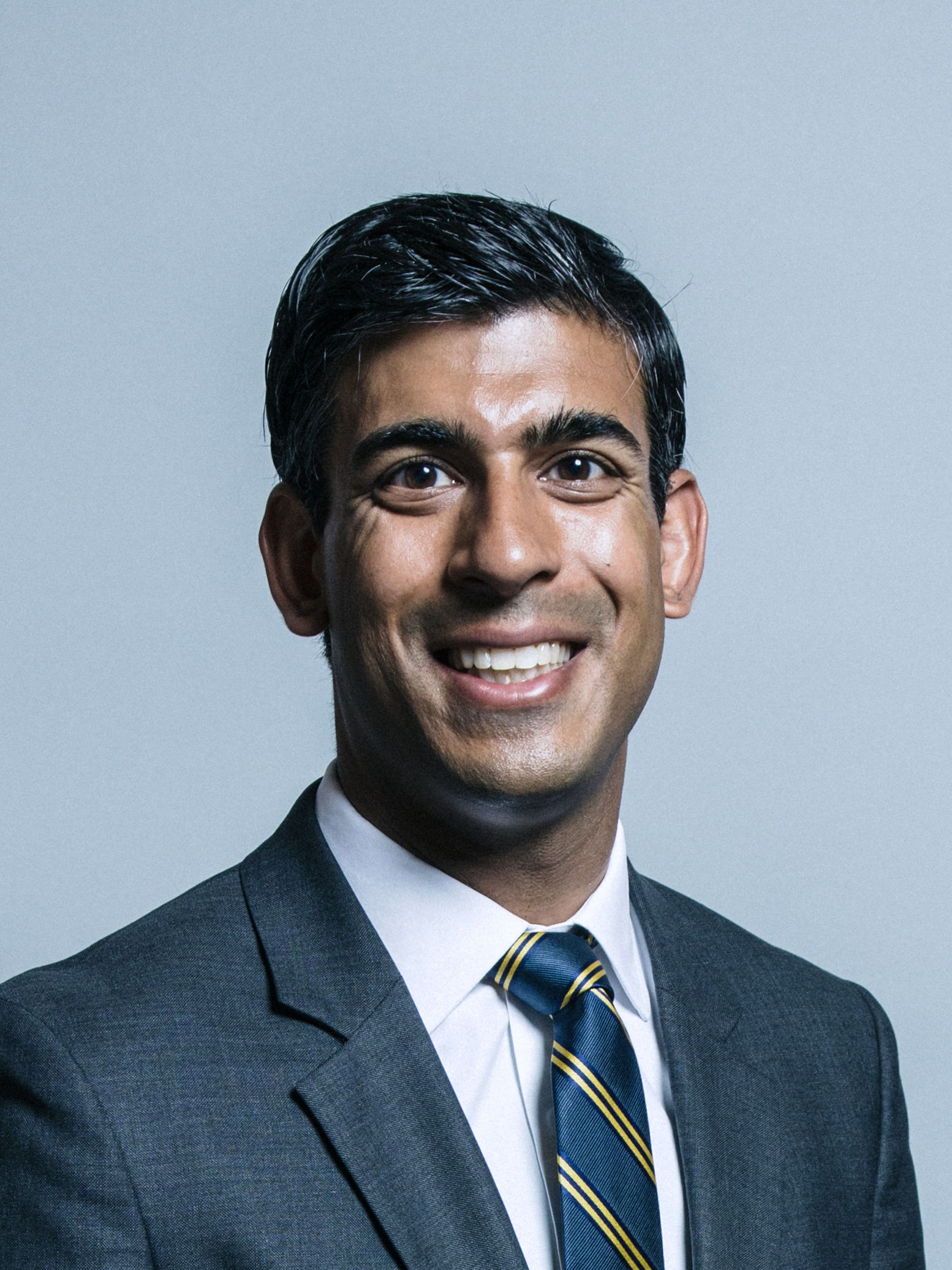
Rishi Sunak MP por Richmond
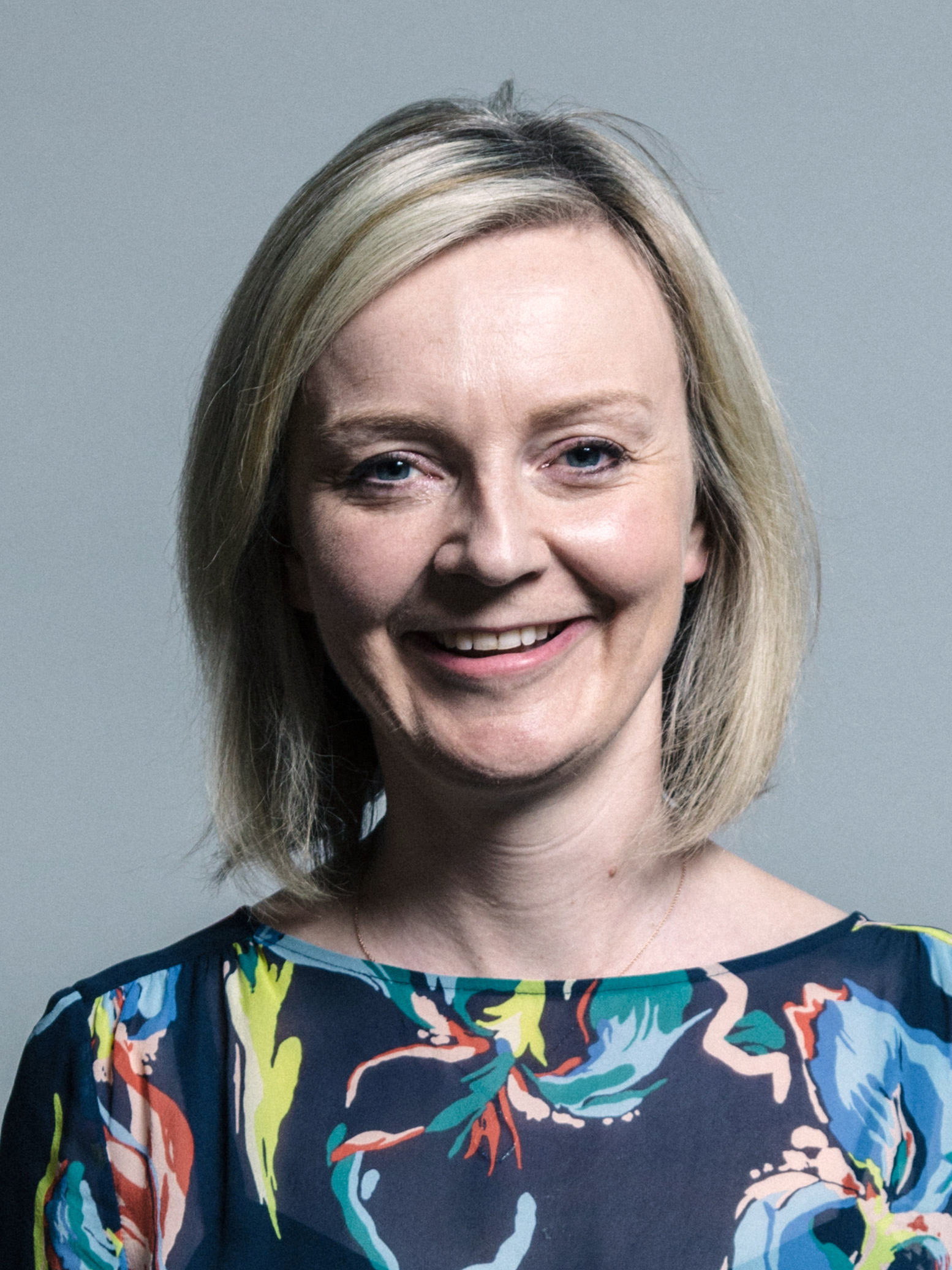
Liz Truss MP por South West Norfolk

### Candidatos eliminados

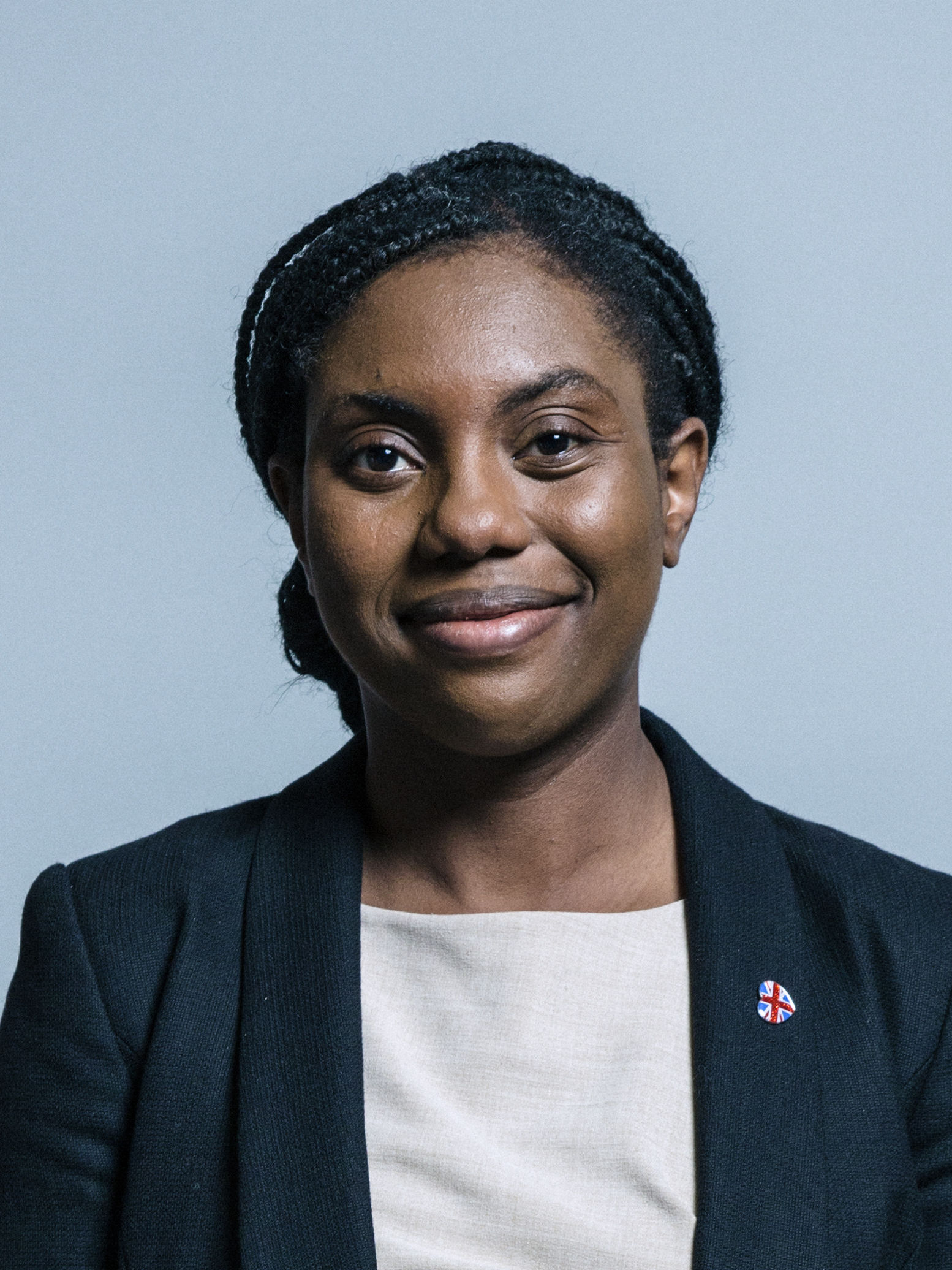
Kemi Badenoch MP por Saffron Walden
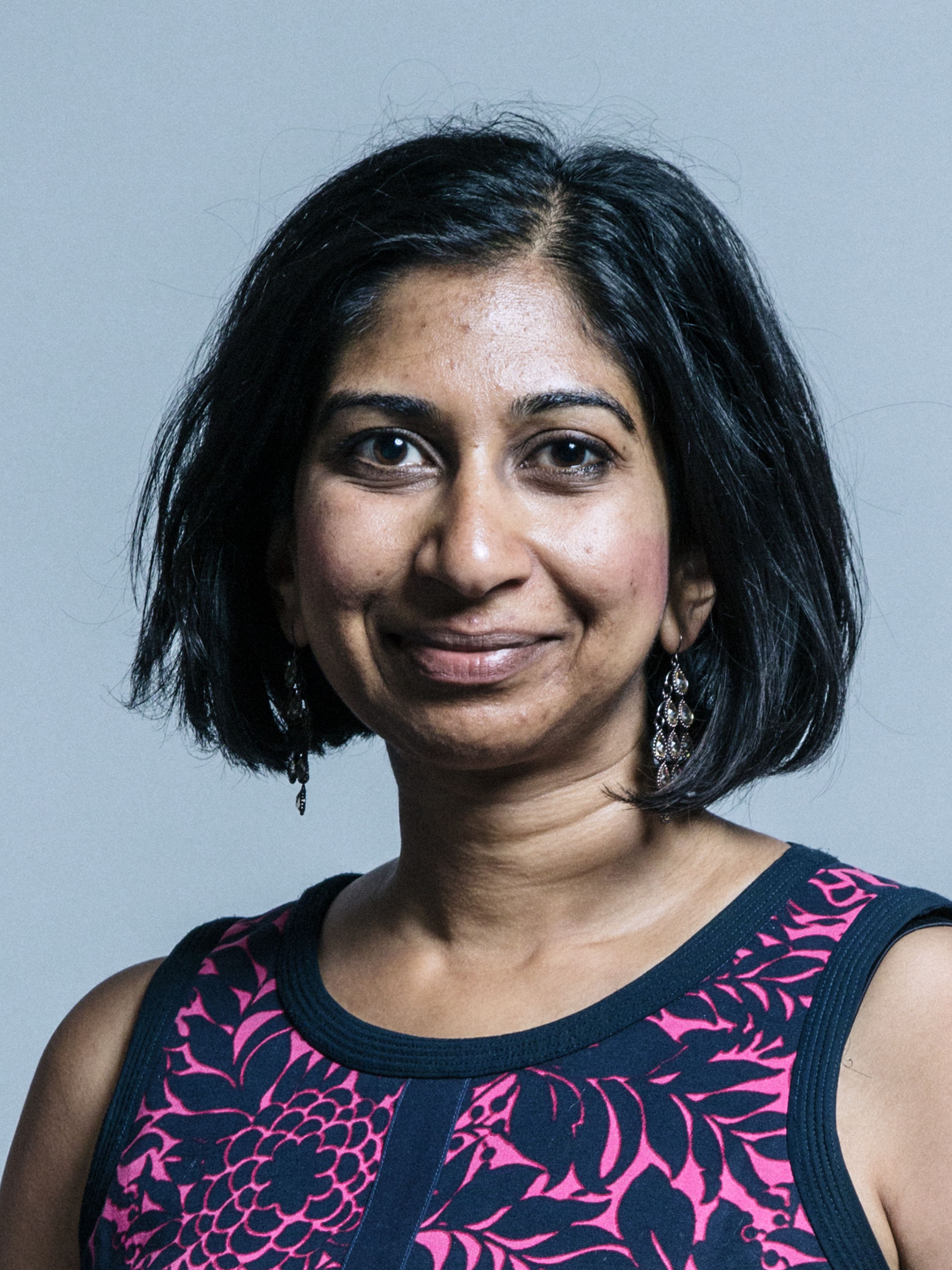
Suella Braverman MP por Fareham
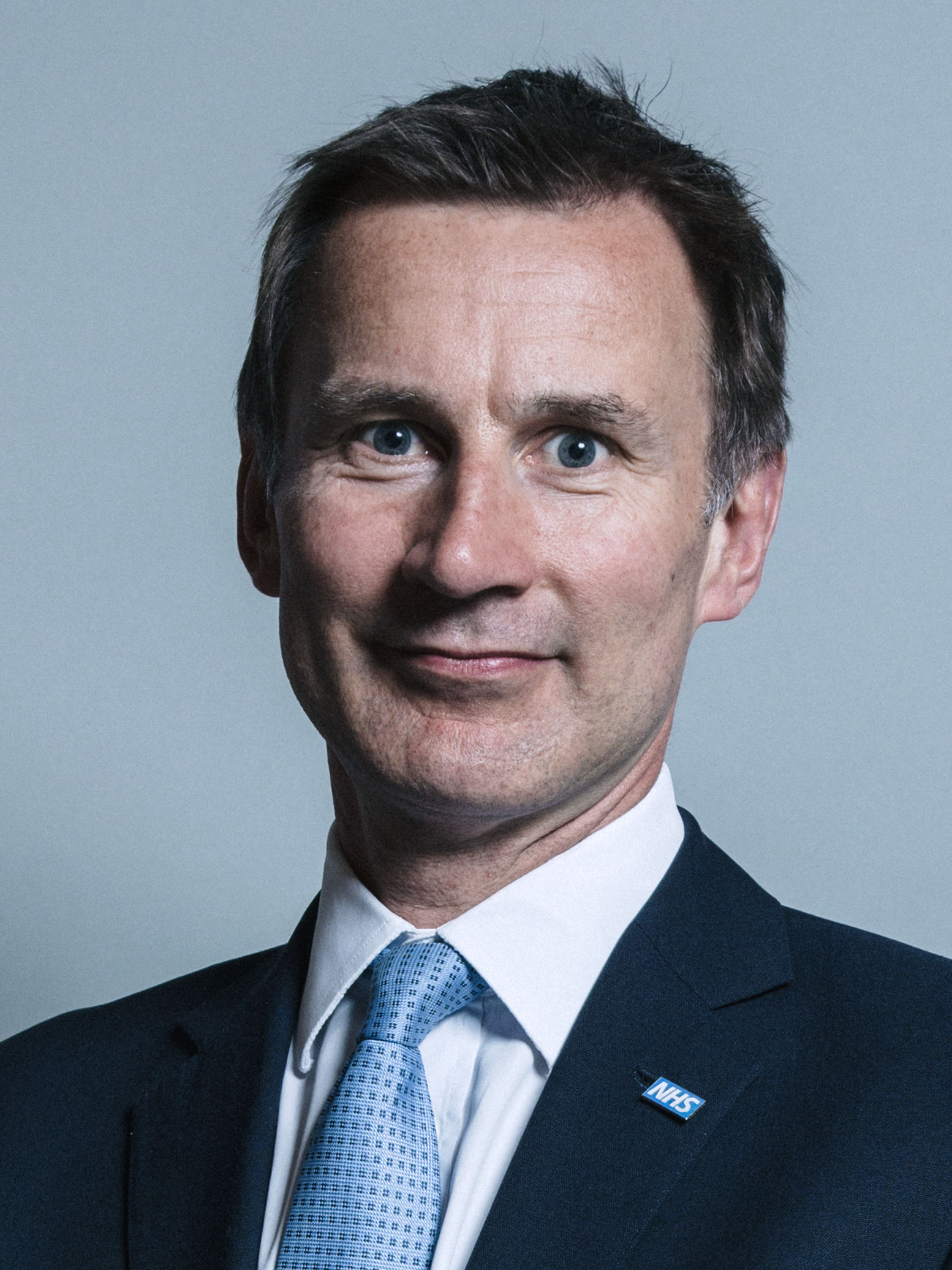
Jeremy Hunt MP por South West Surrey
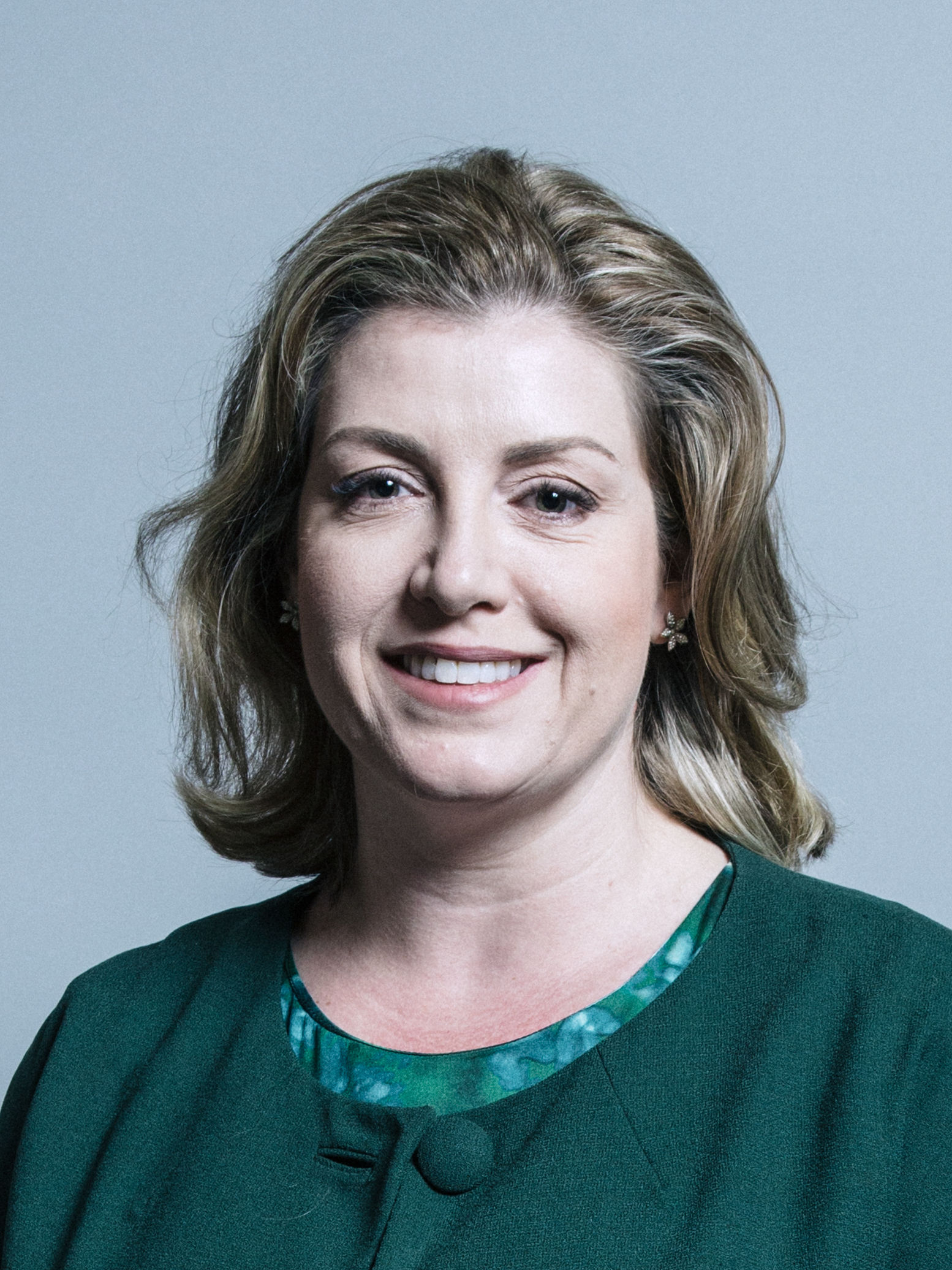
Penny Mordaunt MP por Portsmouth North
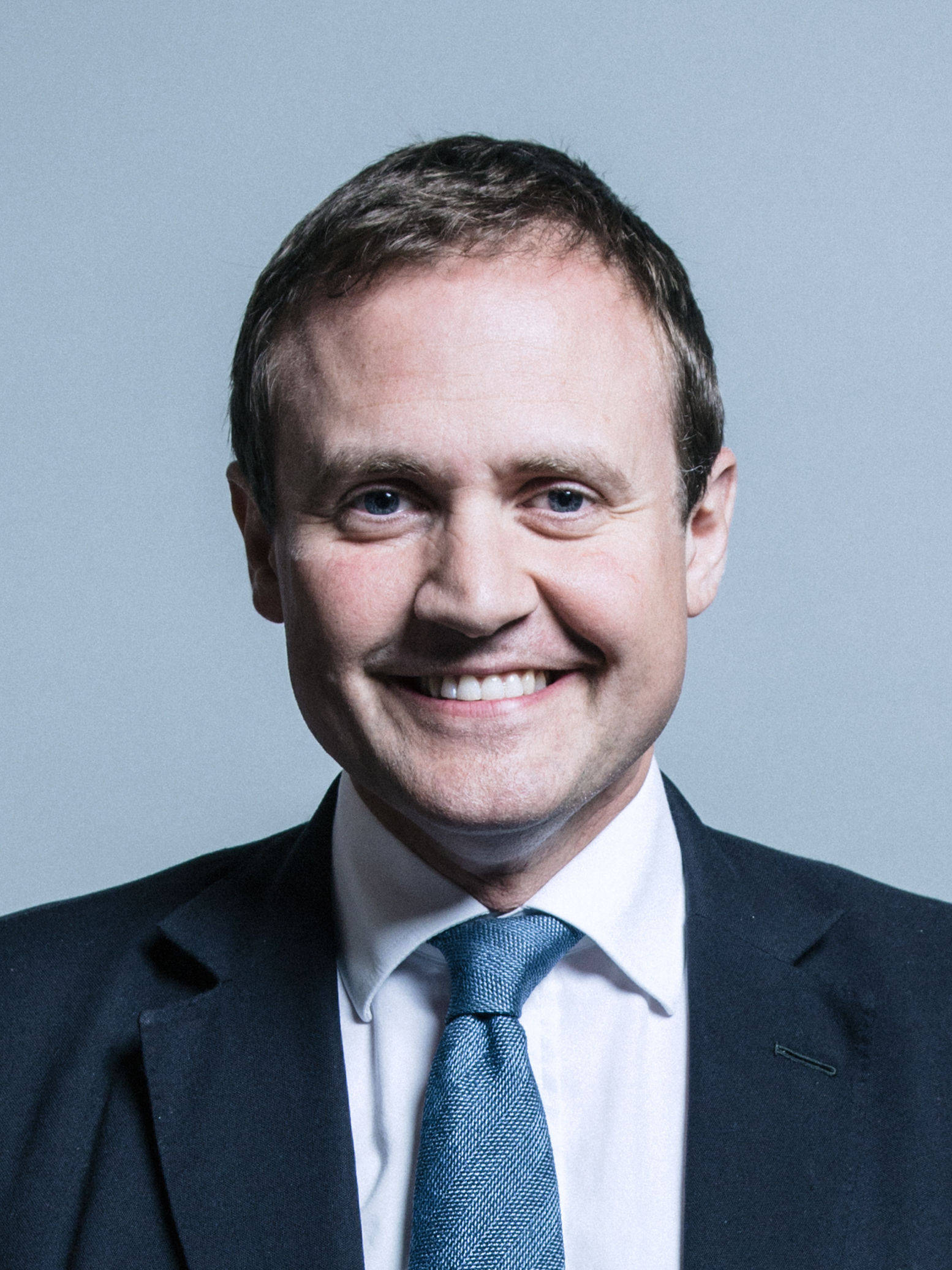
Tom Tugendhat MP por Tonbridge and Malling
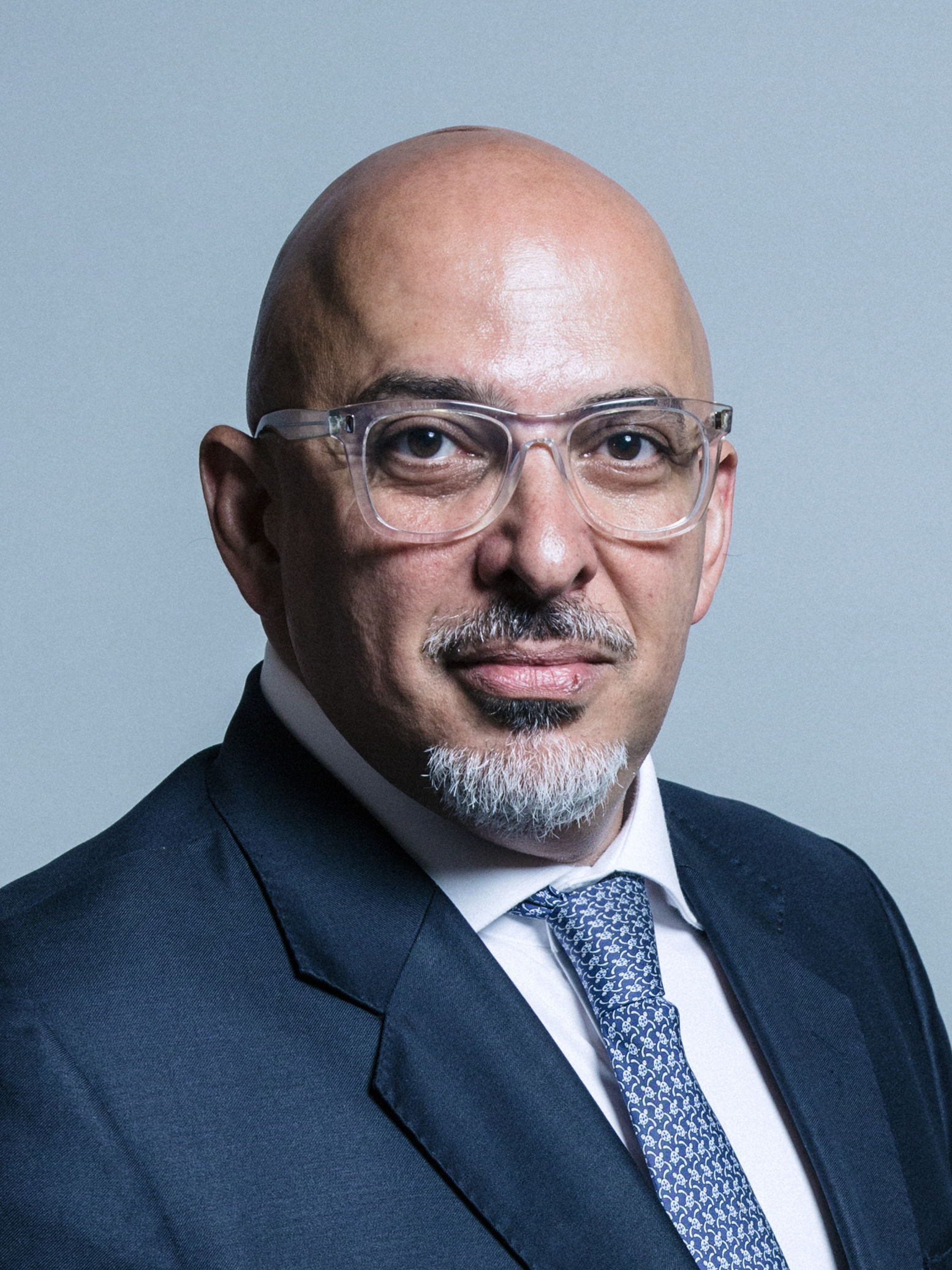
Nadhim Zahawi MP por Stratford-on-Avon

### Candidatos retirados

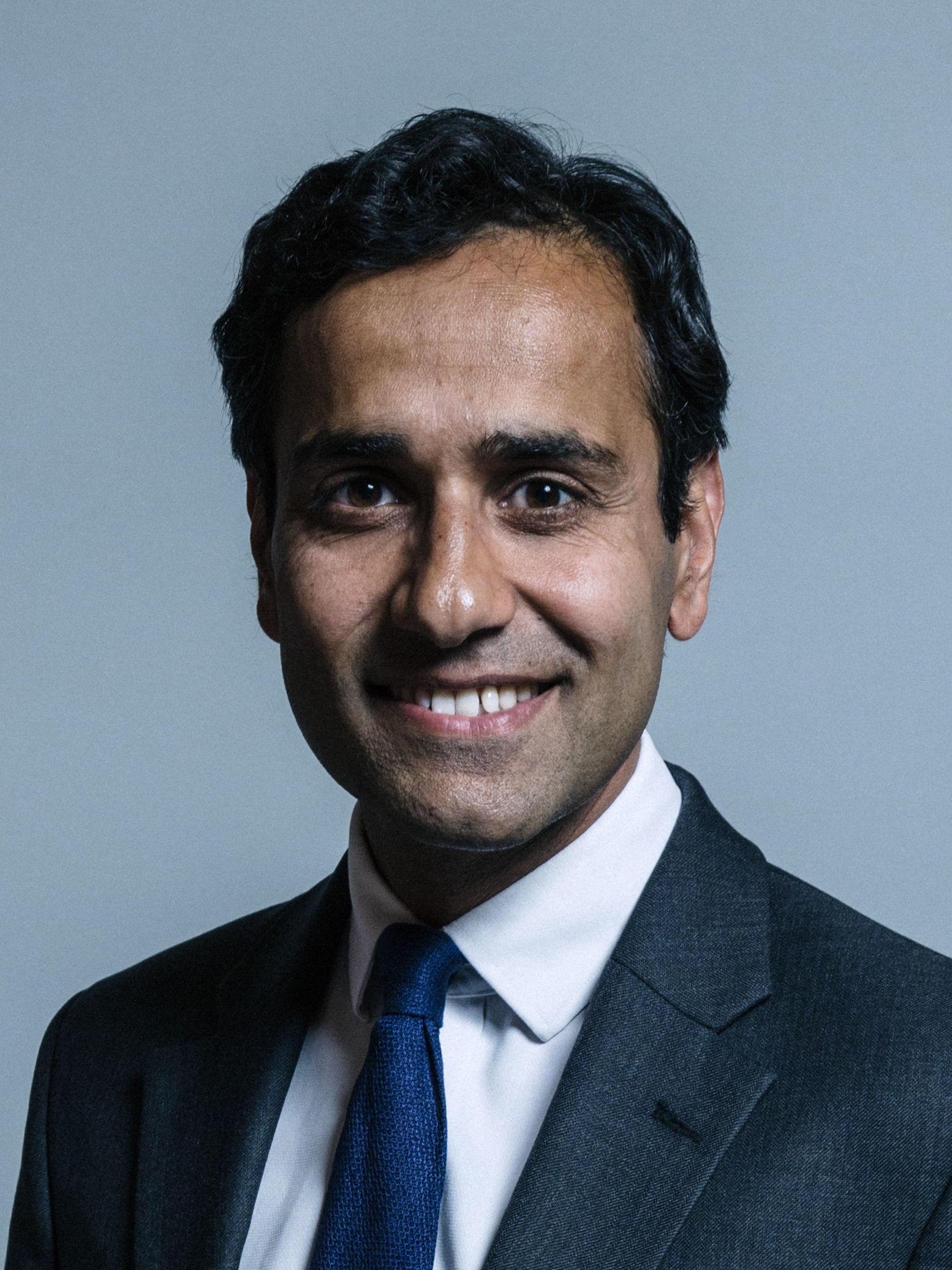
Rehman Chishti MP por Gillingham and Rainham
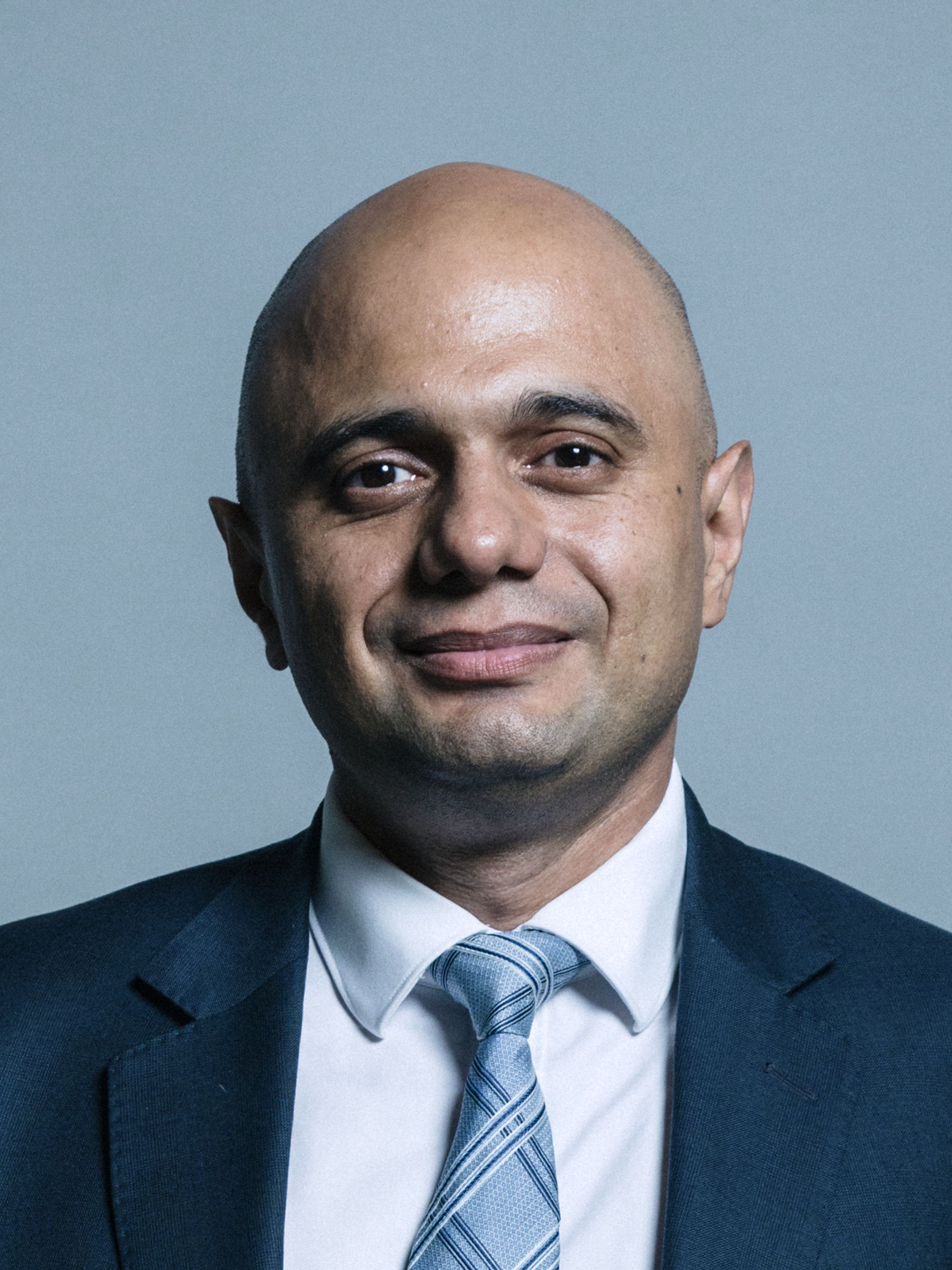
Sajid Javid MP por Bromsgrove
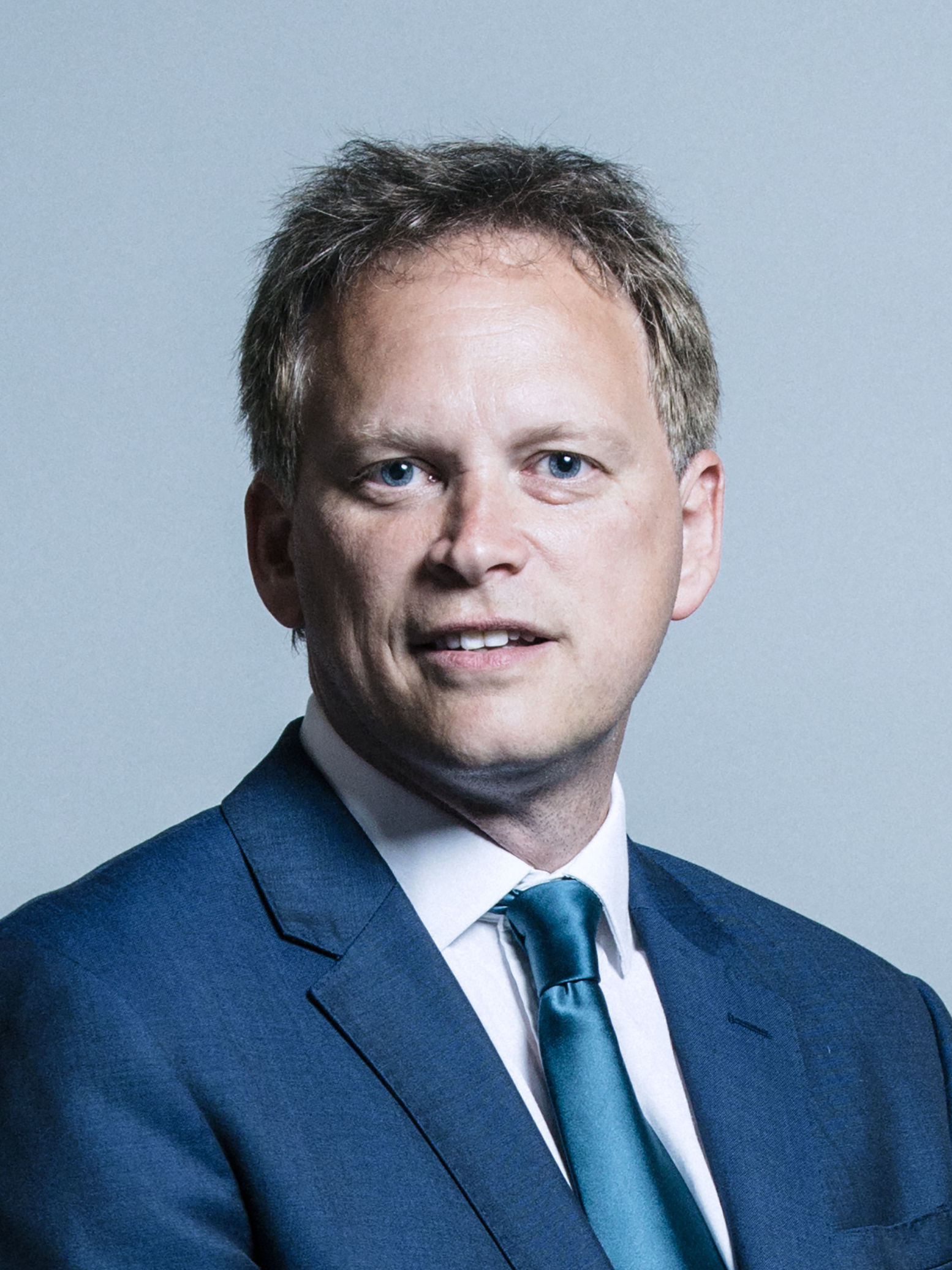
Grant Shapps MP por Welwyn Hatfield

## Resultados
| Candidato            | 1.ª votación: 13 de julio | 1.ª votación: 13 de julio | 2.ª votación: 14 de julio | 2.ª votación: 14 de julio | 2.ª votación: 14 de julio | 3.ª votación: 18 de julio | 3.ª votación: 18 de julio | 3.ª votación: 18 de julio | 4.ª votación: 19 de julio | 4.ª votación: 19 de julio | 4.ª votación: 19 de julio | 5.ª votación: 20 de julio | 5.ª votación: 20 de julio | 5.ª votación: 20 de julio | Votación final: 5 de septiembre | Votación final: 5 de septiembre |           |
| Candidato            | Votos                     | %                         | Votos                     | +/−                       | %                         | Votos                     | +/−                       | %                         | Votos                     | +/−                       | %                         | Votos                     | +/−                       | %                         | Votos                           | %                               |           |
| -------------------- | ------------------------- | ------------------------- | ------------------------- | ------------------------- | ------------------------- | ------------------------- | ------------------------- | ------------------------- | ------------------------- | ------------------------- | ------------------------- | ------------------------- | ------------------------- | ------------------------- | ------------------------------- | ------------------------------- | --------- |
| Liz Truss            | 50                        | 14.0                      | 64                        | +14                       | 17.9                      | 71                        | +7                        | 19.8                      | 86                        | +15                       | 24.2                      | 113                       | +27                       | 31.6                      | 81 326                          | 57.4                            |           |
| Rishi Sunak          | 88                        | 24.6                      | 101                       | +13                       | 28.2                      | 115                       | +14                       | 32.2                      | 118                       | +3                        | 33.2                      | 137                       | +19                       | 38.3                      | 60 399                          | 42.6                            |           |
| Penny Mordaunt       | 67                        | 18.7                      | 83                        | +16                       | 23.2                      | 82                        | −1                        | 22.9                      | 92                        | +10                       | 25.9                      | 105                       | +13                       | 29.3                      | Eliminada                       | Eliminada                       |           |
| Kemi Badenoch        | 40                        | 11.2                      | 49                        | +9                        | 13.7                      | 58                        | +9                        | 16.2                      | 59                        | +1                        | 16.6                      | Eliminada                 | Eliminada                 | Eliminada                 | Eliminada                       | Eliminada                       | Eliminada |
| Tom Tugendhat        | 37                        | 10.3                      | 32                        | −5                        | 8.9                       | 31                        | −1                        | 8.6                       | Eliminado                 | Eliminado                 | Eliminado                 | Eliminado                 | Eliminado                 | Eliminado                 | Eliminado                       | Eliminado                       |           |
| Suella Braverman     | 32                        | 8.9                       | 27                        | −5                        | 7.5                       | Eliminada                 | Eliminada                 | Eliminada                 | Eliminada                 | Eliminada                 | Eliminada                 | Eliminada                 | Eliminada                 | Eliminada                 | Eliminada                       | Eliminada                       |           |
| Nadhim Zahawi        | 25                        | 7.0                       | Eliminado                 | Eliminado                 | Eliminado                 | Eliminado                 | Eliminado                 | Eliminado                 | Eliminado                 | Eliminado                 | Eliminado                 | Eliminado                 | Eliminado                 | Eliminado                 | Eliminado                       | Eliminado                       |           |
| Jeremy Hunt          | 18                        | 5.0                       | Eliminado                 | Eliminado                 | Eliminado                 | Eliminado                 | Eliminado                 | Eliminado                 | Eliminado                 | Eliminado                 | Eliminado                 | Eliminado                 | Eliminado                 | Eliminado                 | Eliminado                       | Eliminado                       |           |
| Votos emitidos       | 357                       | 99.7                      | 356                       | −1                        | 99.4                      | 357                       | +1                        | 99.7                      | 355                       | −2                        | 99.4                      | 355                       | 0                         | 99.4                      | 141 725                         | 82.2                            |           |
| Votos nulos          | 0                         | 0.0                       | 0                         | 0                         | 0.0                       | 0                         | 0                         | 0.0                       | 1                         | +1                        | 0.3                       | 2                         | +1                        | 0.6                       | 654                             | 0.4                             |           |
| Abstenciones         | 1                         | 0.3                       | 2                         | +1                        | 0.6                       | 1                         | −1                        | 0.3                       | 1                         | 0                         | 0.3                       | 0                         | −1                        | 0.0                       | 30 058                          | 17.4                            |           |
| Votantes registrados | 358                       | 100.0                     | 358                       | 0                         | 100.0                     | 358                       | 0                         | 100.0                     | 357                       | −1                        | 100.0                     | 358                       | +1                        | 100.0                     | 172 437                         | 100.0                           |           |